# Aiode
Aiode, Ayod ou Ayoud é uma comunidade no estado de Juncáli, no Sudão do Sul, sede do Condado de Aiode. Os nueres são os principais residentes. Um estudo realizado em dezembro de 1994 analisou 759 pessoas e descobriu que 156, ou 20,6% dos habitantes da cidade, tiveram infecções por vermes. As infecções parasitárias ocorreram devido à água contaminada que foi ingerida por muitos moradores. Níveis da doença tracoma ocular bacteriana são extremamente elevados entre os habitantes. Além disso, em fevereiro de 2011, foi relatado que Aiode foi atingida por uma escassez severa de água.